# Acacia bricchettiana
Acacia bricchettiana är en ärtväxtart som beskrevs av Emilio Chiovenda. Acacia bricchettiana ingår i släktet akacior, och familjen ärtväxter. Inga underarter finns listade i Catalogue of Life.